# Ergocalciferol
Ergocalciferol (nom comercial Deltalin, de l'Eli Lilly and Company) és una forma de la vitamina D, també anomenada vitamina D₂. El seu nom sistemàtic és «(3β,5Z,7E,22E)-9,10-secoergosta-5,7,10(19),22-tetraen-3-ol». És creat per irradiació de l'ergosterol amb llum ultraviolada.